# Philippe Autexier
Pour les articles homonymes, voir Autexier.
 (août 2022).
Si vous disposez d'ouvrages ou d'articles de référence ou si vous connaissez des sites web de qualité traitant du thème abordé ici, merci de compléter l'article en donnant les références utiles à sa vérifiabilité et en les liant à la section « Notes et références ».
Philippe Alexandre Autexier est un historien français de la musique, né à Châtellerault le 18 août 1954 et mort à Poitiers le 8 juin 1998.

## Parcours
Étudiant brillant, il s’est passionné pour la musique. Ses recherches l’ont conduit à devenir historien de la musique et musicologue. Il faisait également partie du cercle des dix-huitièmistes. Il a enseigné dans plusieurs conservatoires et universités en France, en Italie, en Allemagne, en Grande-Bretagne ou encore aux États-Unis. Il a écrit des articles de critiques musicales pour plusieurs journaux spécialisés, et bien sûr de nombreux ouvrages en particulier sur Mozart, Bartók et les musiciens francs-maçons. Réalisant de nombreux cycles de conférences, il a également participé à de nombreuses émissions radiophoniques notamment sur France-Musique, France-Culture, la BBC, et les chaînes suisses et allemandes. À la suite de nombreux problèmes personnels il se donne la mort en 1998.

## La passion pour Mozart
En 1987 Philippe Autexier publie « Mozart » chez Champion, un ouvrage qui renouvelle la vision du parcours ainsi que de l’œuvre de Mozart. Cette publication consacre le travail passionné d’Autexier qui a lu et comparé toutes les publications précédentes, qui est remonté aux sources, qui a fait des découvertes et a même reconstitué une œuvre partiellement perdue de Mozart (le Meistermusik en do mineur pour chœur et orchestre). Ces travaux ont valu à Philippe Autexier une reconnaissance internationale dans le milieu de la recherche.
Sa passion pour le compositeur autrichien était telle que Philippe Autexier a dédié son premier fils à Mozart. Le jeune Wolfgang Autexier, a reçu une formation musicale pour qu’il devienne lui-même un musicien et compositeur. Préférant la composition graphique et la construction, Il n’a pas suivi les projets de son père pour se tourner vers l’architecture et les beaux arts avant de percer à l'international dans le milieu très fermé de la photographie animalière.

## Beethoven, la force de l'absolu
C'est son seul ouvrage destiné au grand public ; appartenant à la collection « Découvertes Gallimard » il a été traduit dans de nombreuses langues, est simple et concis et est accessible à tous à l'inverse du reste de sa production qui est élitiste.

## Quelques publications
- Béla Bartók, Musique de la Vie (Stock Musique, 1981) : ouvrage récompensé par le Prix international Béla Bartók en 1981 ;
- Les œuvres témoins de Mozart (Éditions A. Leduc, 1982) ;
- Mozart & Liszt Sub-rosa (Centre Mozart, 1984) ;
- Mozart (Champion, 1987) : ouvrage de référence sur Mozart ;
- Don Giovanni (Éditions Philippe Olivier, 1990) ;
- La Colonne d'harmonie, histoire théorie et pratique (Détrad, 1991) ;
- La Lyre maçonne (Détrad, 1991) ;
- Beethoven - La force de l'absolu, coll. « Découvertes Gallimard / Arts » (no 106), Gallimard, 1991 ;
- Une approche mozartienne du symbolisme tonal (Centre Mozart, 1994) ;
- L'art de la planche (Detrad, 1996) ;

## Fonds Philippe Autexier
Un fonds Philippe Autexier a été créé à Bayreuth. Il regroupe ses travaux et la majeure partie de sa bibliothèque.